# (3273) Drukar
(3273) Drukar ist ein ungefähr 27 Kilometer großer Asteroid des äußeren Hauptgürtels, der am 3. Oktober 1975 von der russischen, damals sowjetischen, Astronomin Ljudmila Iwanowna Tschernych am Krim-Observatorium (Zweigstelle Nautschnyj) auf der Halbinsel Krim (IAU-Code 095) entdeckt wurde.

## Benennung
Der Asteroid (3273) Drukar wurde nach Iwan Fjodorow (ca. 1510–1583) benannt, dem ersten Buchdrucker in den heutigen Ländern Russland und Ukraine (zu seinen Lebzeiten bestand das heutige Russland aus dem Großfürstentum Moskau und später dem Zarentum Russland). Auf altrussisch und ukrainisch bedeutet das Wort Drukar „Buchdrucker“.